# Герб комуни Онге
Герб комуни Онге (швед. Ånge kommunvapen) — символ шведської адміністративно-територіальної одиниці місцевого самоврядування комуни Онге.

## Історія
Комуна Онге отримала герб королівським затвердженням 1971 року. Колесо було елементом герба торговельного містечка (чепінга) Онге. Герб комуни зареєстровано 1974 року.
Після адміністративно-територіальної реформи, проведеної в Швеції на початку 1970-х років, муніципальні герби стали використовуватися лишень комунами. Тому тепер цей герб представляє комуну Онге, а не містечко.

## Опис (блазон)
У червоному полі золоте колесо з десятьма спицями.

## Зміст
Колесо взяте з герба містечка Онге, який функціонував у 1948—1970 роках.